# Park am Fernsehturm

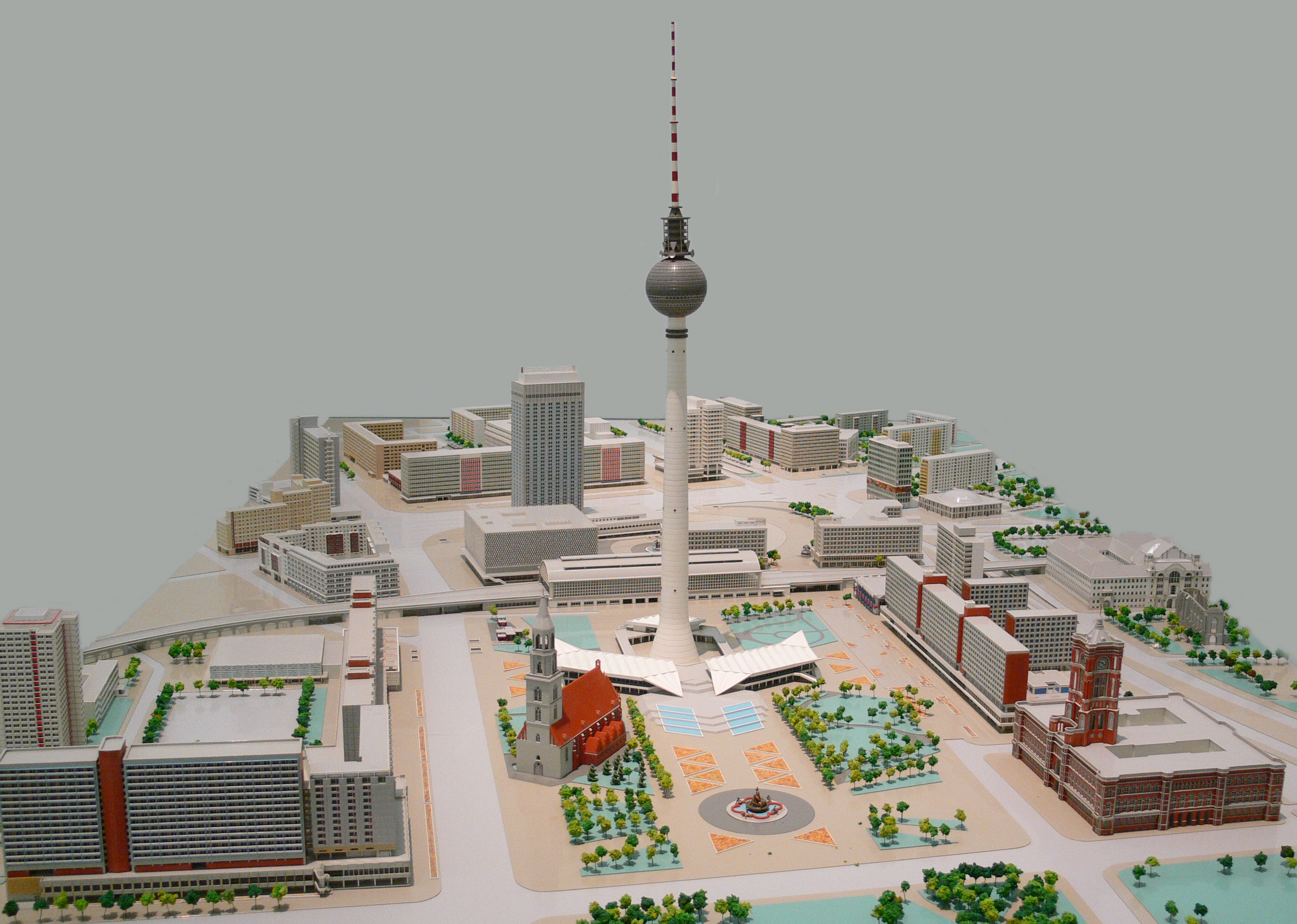
Stadtmodell aus der DDR-Zeit mit dem Park am Fernsehturm, dahinter der Alexanderplatz

Der Park am Fernsehturm im Berliner Ortsteil Mitte des gleichnamigen Bezirks ist eine Grünfläche, die anstelle des im Zweiten Weltkrieg zerstörten und danach abgerissenen Marienviertels im Auftrag der DDR-Führung in den Jahren 1965–1973 entstand. Begrenzt wird der rund sechs Hektar große Park am Berliner Fernsehturm von der Karl-Liebknecht-Straße im Nordwesten, dem Bahnhof Alexanderplatz im Nordosten, der Rathausstraße im Südosten und der Spandauer Straße im Südwesten. Er steht unter Denkmalschutz.

## Bezeichnungen
Für die Grünfläche am Fernsehturm gibt es verschiedene inoffizielle Bezeichnungen, jedoch keinen amtlichen Namen. In der Liste der Bau- und Kunstdenkmale in der DDR wird sie Park am Fernsehturm genannt, in den Plänen der Landschaftsarchitekten Freifläche am Fernsehturm bzw. parkartige Grünfläche und in der Berliner Denkmalliste ehem. sozialistische Zentrumsfläche. Daneben gibt es die zusammenfassende inoffizielle Bezeichnung Rathausforum für die Grünfläche am Fernsehturm und das benachbarte Marx-Engels-Forum. Im Folgenden wird die bauzeitliche Bezeichnung Park am Fernsehturm verwendet.

## Beschreibung und Zukunft
Der Park am Fernsehturm entstand in den Jahren 1965–1973 nach Plänen von Dieter Bankert, Manfred Prasser und Hubert Matthes. Hierfür wurden die gesamte in diesem Bereich vorhandene Bebauung abgerissen und die historischen Straßenführungen aufgegeben, so Abschnitte der Klosterstraße und der Neuen Friedrichstraße, der Hohe Steinweg und der Neue Markt. Ein 60-Grad-Winkel zur Turmachse, der sowohl die Formen der Grün- und Wasserflächen festlegte als auch die Schräglage der Marienkirche aufnahm, bildete die Grundlage der Planungen. An der Fußumbauung des Fernsehturms leitet eine Terrasse zur Hauptachse des Parks über, die mit Wasserkaskaden, Rosenparterres und Ziergehölzen gestaltet ist. Andere Stadt- und Gartenplaner (E. Horn und Rolf Rühle) kümmerten sich in der Folge um die weitere Gestaltung der Fläche.
Die Seitenräume an der Karl-Liebknecht- und Rathausstraße prägen Rasenflächen, Linden- und Ahornbäume. Die Bereiche vor der Marienkirche und dem Roten Rathaus sind gepflastert. Neben dem namensgebenden Fernsehturm und der mittelalterlichen Marienkirche befinden sich in dem Park auch der ehemals auf dem Schloßplatz aufgestellte Neptunbrunnen von Reinhold Begas, das Lutherdenkmal von Paul Otto und die Aufbauhelfergruppe von Fritz Cremer.
Seit nach dem Mauerfall und der Neuorganisation der Berliner Verwaltung 1990 wird über die Zukunft des Parks am Fernsehturm einschließlich des Standorts vom Neptunbrunnen diskutiert, wobei die Ideen vom Erhalt der Grünfläche und der Akzeptanz des Springbrunenstandortes bis zum Wiederaufbau des Marienviertels sowie der Umsetzung des Schmuckbrunnens direkt auf den Schlossplatz, also an die historische Stelle, reichen. Ein Ergebnis ist bisher (Frühjahr 2024) nicht bekannt geworden.
2016 wurde am Standort des ehemaligen Wohnhauses von Moses Mendelssohn in der Spandauer Straße 68 ein Denkmal enthüllt.

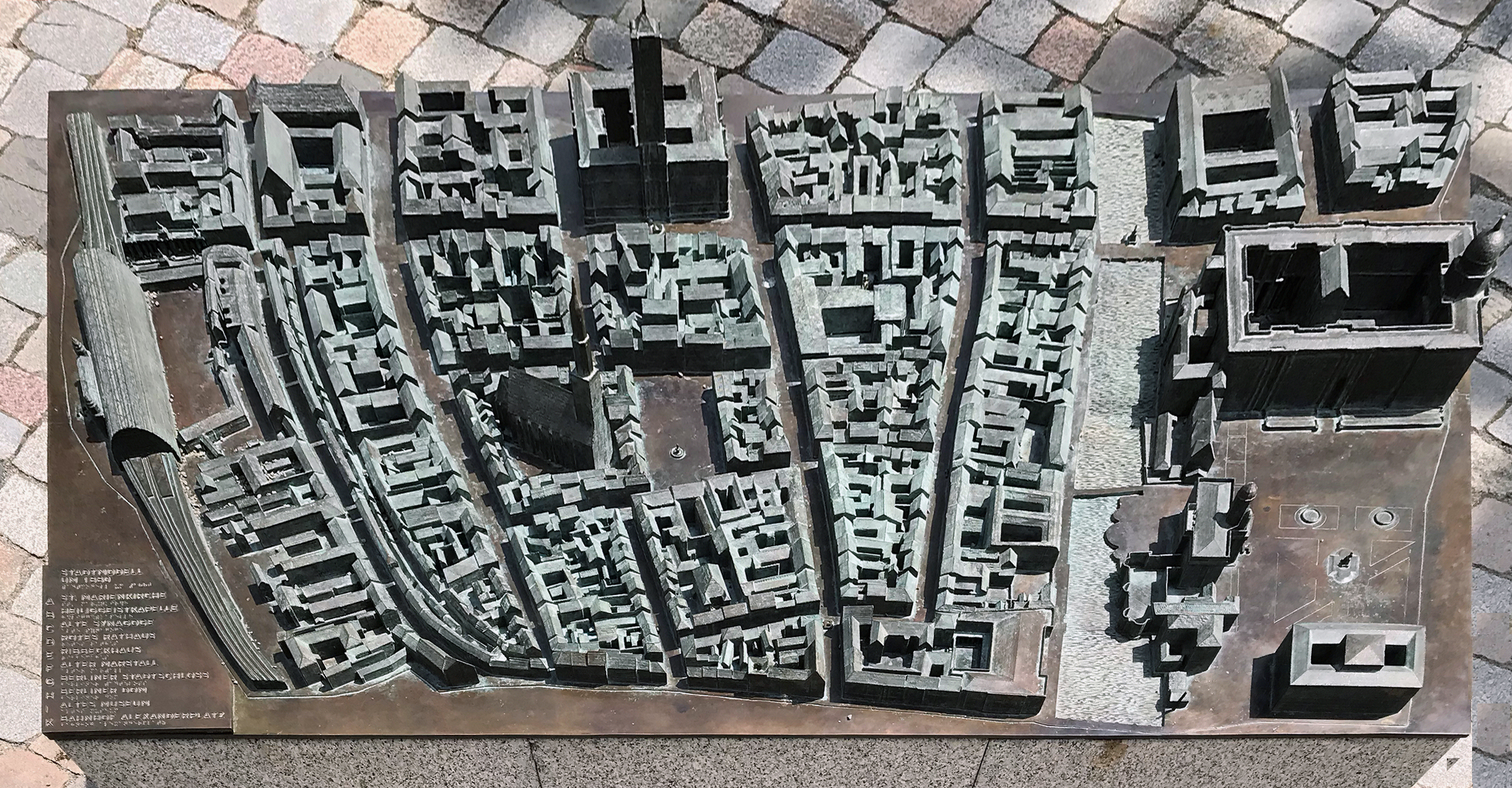
Stadtmodell um 1880 mit der Fläche des heutigen Parks in der linken Bildhälfte, links der Bahnhof Alexanderplatz, rechts das Berliner Schloss
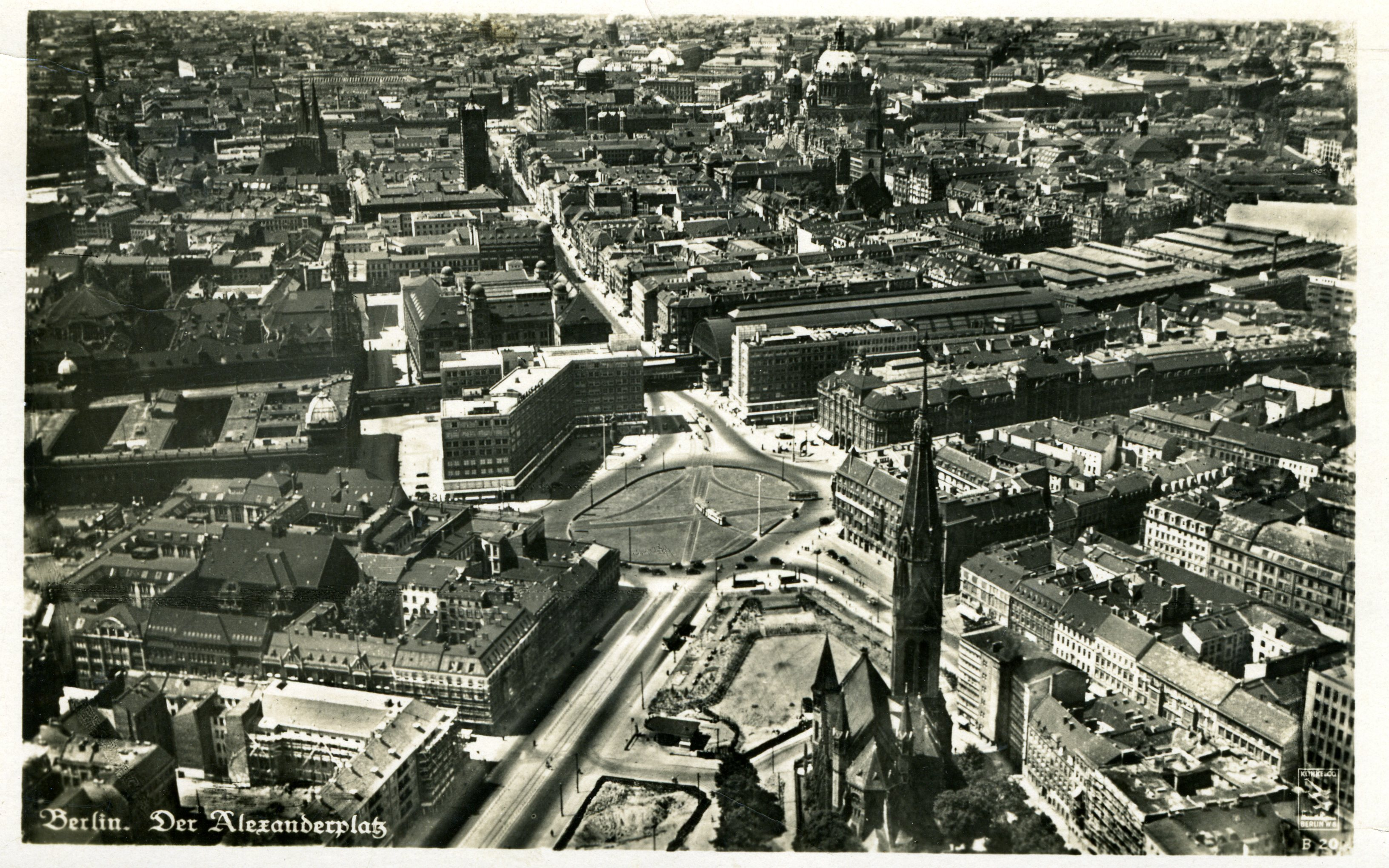
Luftbild vom Alexanderplatz, der Georgenkirche und dem Marienviertel, man kann den Bahnhof Alexanderplatz und die Marienkirche erkennen, im Hintergrund sind das Berliner Schloss und der Berliner Dom zu sehen, ca. 1930
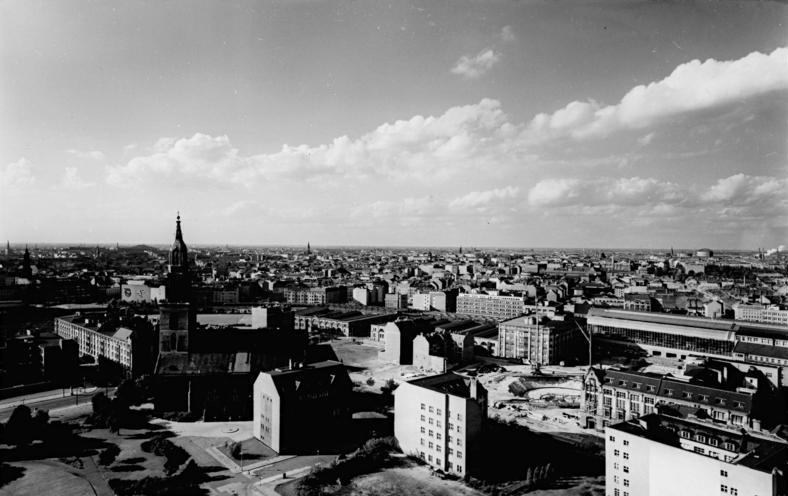
Blick vom Rathausturm in Richtung Nordosten auf das Marienviertel, 1965
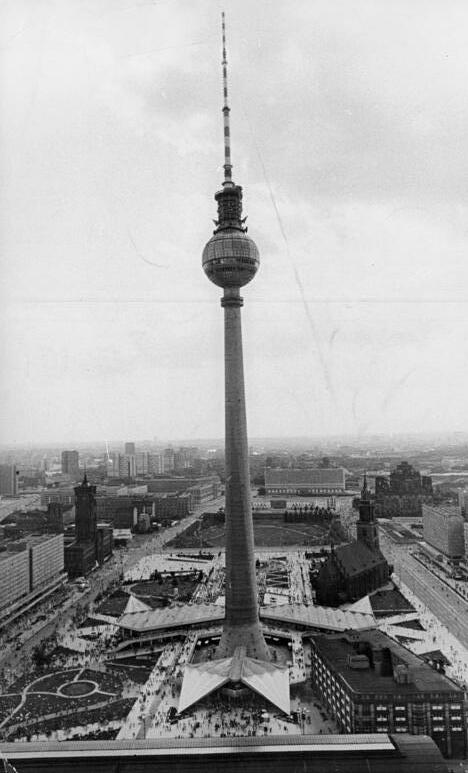
Blick vom Hotel Stadt Berlin auf den Park am Fernsehturm, 1973
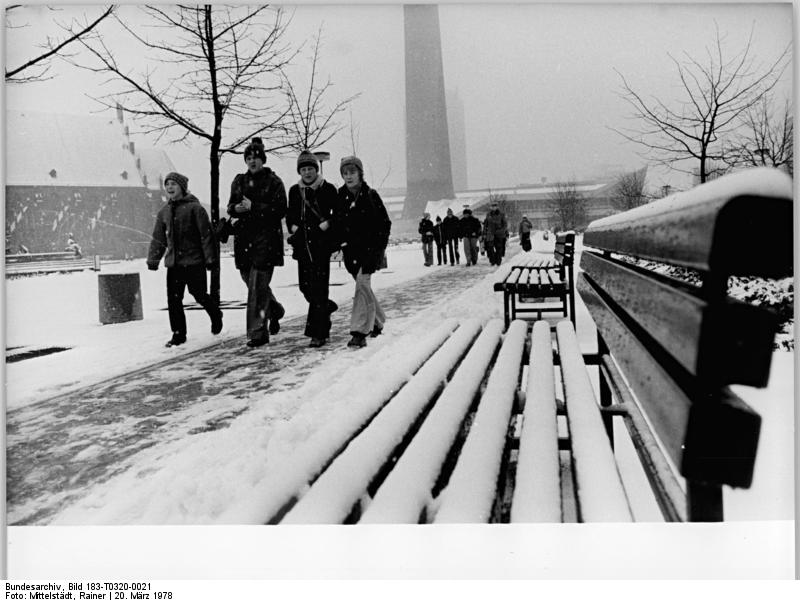
Grünanlage am Fuße des Fernsehturms im Winter 1987
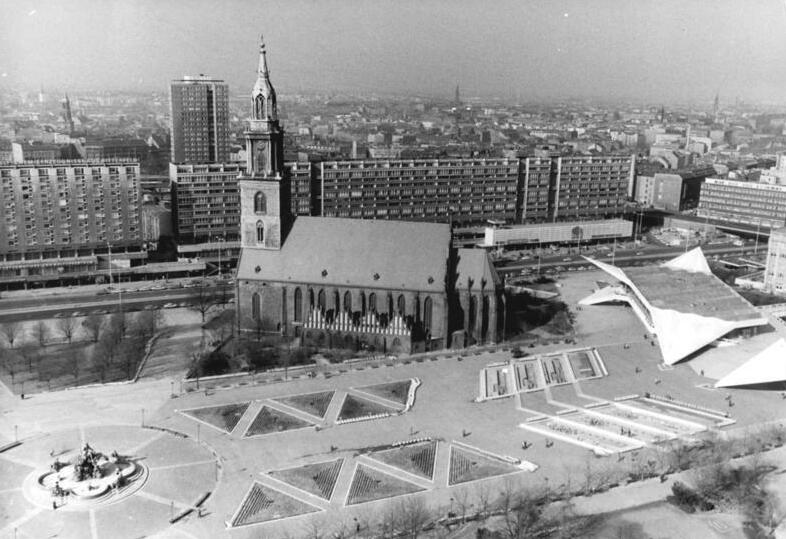
Blick vom Rathausturm in Richtung Nordosten auf den Park, 1987